# Agrarrecht
Das Agrarrecht befasst sich mit allen rechtlichen Aspekten, welche die Landwirtschaft betreffen. Es handelt sich um eine typische Querschnittsmaterie, die auch Regelungen aus den Bereichen Forstwirtschaft, Jagd und Binnenfischerei beinhaltet.

## Rechtslage in einzelnen Staaten
- Deutschland: Agrarrecht (Deutschland)